# Die Blinden (Vinckboons)
Die Blinden ist ein von David Vinckboons um 1600 gemaltes Ölgemälde auf Holz im Format 77,6 × 129 cm. Es gehört zur traditionellen Genremalerei der Niederlande.
Das Gemälde ist an das Bibelzitat „Lasst sie, es sind blinde Blindenführer. Und wenn ein Blinder einen Blinden führt, werden beide in eine Grube fallen“ (Mt 15,14) angelehnt. Dieses Gleichnis wurde von Hieronymus in die Kunstgeschichte eingeführt. Das Gemälde von David Vinckboons ist in der Tradition Brueghels und von dem Gemälde Der Blindensturz von Pieter Brueghel inspiriert.
In Vinckboons’ Gemälde ist nicht nur die Blindenszene zu sehen, sondern auch im Hintergrund die Darstellung einer katholischen Gemeinschaftsprozession. Der Protestant Vinckboons macht sich einerseits über die katholische Versammlung lustig und übt zugleich Kritik an der damaligen Gesellschaft, die „blind“ den Katholiken folgt. Da diese Szene zu einem späteren Zeitpunkt als problematisch galt, wurde sie übermalt, aber bei der Restaurierung durch Iryna Gliebova im Jahr 2016 wieder freigelegt.
Das Gemälde war vor dem Ausbruch des Krieges in der Ukraine in Odessa ausgestellt. Um dieses und 74 weitere Gemälde zu schützen, wurden sie in die Gemäldegalerie in Berlin gebracht, wo 60 davon ausgestellt werden. Seit 2024 wird das Gemälde in Berlin vorübergehend ausgestellt. Wo das Gemälde sich vorher befand, selbst wo es entstanden ist, ist unbekannt.